# Bayonville-sur-Mad
Bayonville-sur-Mad település Franciaországban, Meurthe-et-Moselle megyében. Lakosainak száma 330 fő (2022. január 1.). Bayonville-sur-Mad Gorze, Arnaville, Onville, Pagny-sur-Moselle és Vandelainville községekkel határos.

## Népesség
A település népességének változása:
| Lakosok száma | 370  | 340  | 324  | 314  | 318  | 306  | 301  | 320  | 330  | 330  |
|               | 1968 | 1982 | 1990 | 2006 | 2013 | 2015 | 2017 | 2019 | 2020 | 2022 |